# Списак гувернера народне банке Србије и Југославије
Списак гувернера Народне банке, према периодима њеног постојања:

## Привилегована народна банка Краљевине Србије
| Слика | Име и презиме (Године рођења и смрти) | Почетак мандата | Крај мандата  | Потпис | Реф. / Напомене |
| ----- | ------------------------------------- | --------------- | ------------- | ------ | --------------- |
|       | Алекса Спасић (1831—1920)             | март 1884.      | октобар 1884. |        | [ 1 ]           |
|       | Филип Христић (1819—1905)             | 1885.           | 1890.         |        | [ 1 ]           |
|       | Ђорђе Вајферт (1850—1937)             | 1890.           | 1902.         |        | [ 1 ]           |
|       | Тихомиљ Ј. Марковић                   | 1902.           | 1912.         |        | [ 1 ]           |
|       | Ђорђе Вајферт (1850—1937)             | 1912.           | 1918.         |        | [ 1 ]           |

## Народна банка Краљевине Срба, Хрвата и Словенаца
| Слика | Име и презиме (Године рођења и смрти) | Почетак мандата | Крај мандата | Потпис | Реф. / Напомене |
| ----- | ------------------------------------- | --------------- | ------------ | ------ | --------------- |
|       | Ђорђе Вајферт (1850—1937)             | 1918.           | 1926.        |        | [ 1 ]           |
|       | Љубомир Срећковић                     | март 1928.      | јун 1928.    |        | [ 1 ]           |
|       | Игњат Ј. Бајлони Млађи (1876—1935)    | 1928.           | 1929.        |        | [ 1 ]           |

## Народна банка Краљевине Југославије
| Слика | Име и презиме (Године рођења и смрти) | Почетак мандата | Крај мандата  | Потпис | Реф. / Напомене |
| ----- | ------------------------------------- | --------------- | ------------- | ------ | --------------- |
|       | Игњат Ј. Бајлони (1876—1935)          | 1929.           | 1934.         |        | [ 1 ]           |
|       | Мелко Чингрија (1873—1949)            | април 1934.     | фебруар 1935. |        | в. д. гувернера |
|       | др Милан Радосављевић (1887—1945)     | 1935.           | 1939.         |        | [ 1 ]           |
|       | др Драгутин К. Протић                 | 1939.           | 1940.         |        | [ 1 ]           |
|       | др Милан Радосављевић (1887—1945)     | јануар 1941.    | 28. мај 1941. |        | [ 1 ]           |
|       | Добривоје Лазаревић                   | 28. мај 1941.   | ?             |        | [ 1 ]           |

## Народна банка ФНР Југославије
| Слика | Име и презиме (Године рођења и смрти) | Почетак мандата    | Крај мандата       | Потпис | Реф. / Напомене |
| ----- | ------------------------------------- | ------------------ | ------------------ | ------ | --------------- |
|       | Танасије Здравковић                   | 28. новембар 1945. | 30. април 1946.    |        | [ 1 ]           |
|       | Обрен Благојевић (1912—2001)          | 1. мај 1946.       | 31. децембар 1948. |        | [ 1 ]           |
|       | Маријан Дермастија (1911—1971)        | 1. јануар 1949.    | 25. мај 1951.      |        | [ 1 ]           |
|       | Сергеј Крајгер (1914—2001)            | 26. мај 1951.      | 30. јун 1953.      |        | [ 1 ]           |
|       | Војин Гузина                          | 1. јул 1953.       | 20. јун 1958.      |        | [ 1 ]           |
|       | Јанко Смоле (1921—2010)               | 21. јун 1958.      | 15. јун 1962.      |        | [ 1 ]           |

## Народна банка СФР Југославије
| Слика | Име и презиме (Године рођења и смрти) | Почетак мандата    | Крај мандата       | Потпис | Реф. / Напомене |
| ----- | ------------------------------------- | ------------------ | ------------------ | ------ | --------------- |
|       | Др Никола Миљанић (1921—1972)         | 16. јун 1962.      | 31. мај 1969.      |        | [ 1 ]           |
|       | др Иво Перишин (1925—2008)            | 1. септембар 1969. | 31. децембар 1971. |        | [ 1 ]           |
|       | Бранислав Чолановић                   | 1. март 1972.      | 2. јун 1977.       |        | [ 1 ]           |
|       | др Ксенте Богоев (1919—2008)          | 3. јун 1977.       | 25. децембар 1981. |        | [ 1 ]           |
|       | Радован Макић (1924—2007)             | 26. децембар 1981. | 31. мај 1986.      |        | [ 1 ]           |
|       | Душан Влатковић (1938—)               | 1. јун 1986.       | 14. јул 1992.      |        | [ 1 ]           |

## Народна банка СР Југославије
| Слика | Име и презиме (Године рођења и смрти) | Почетак мандата    | Крај мандата       | Потпис | Реф. / Напомене |
| ----- | ------------------------------------- | ------------------ | ------------------ | ------ | --- |
|       | мр Вук Огњановић                      | 15. јул 1992.      | 15. јул 1993.      |        | [ 1 ] |
|       | Борислав Атанацковић (1932—1994)      | 16. јул 1993.      | 20. октобар 1993.  |        | [ 1 ] |
|       | др Драгослав Аврамовић (1919—2001)    | 2. март 1994.      | 15. мај 1996.      |        | [ 1 ] |
|       | Душан Влатковић (1938—)               | 26. јун 1997.      | 27. новембар 2000. |        | [ 1 ] |
|       | Млађан Динкић (1964—)                 | 28. новембар 2000. | 4. фебруар 2003.   |        | СР Југославија је престала да постоји 4. фебруара 2003. године, али је Народна банка Југославије званично преименована у Народну банку Србије 19. јула. |

## Народна банка Србије
| Слика | Име и презиме (Године рођења и смрти) | Почетак мандата   | Крај мандата         | Потпис | Реф. / Напомене |
| ----- | ------------------------------------- | ----------------- | -------------------- | ------ | --- |
|       | Млађан Динкић (1964—)                 | 4. фебруар 2003.  | 22. јул 2003.        |        | СР Југославија је престала да постоји 4. фебруара 2003. године, али је Народна банка Југославије званично преименована у Народну банку Србије 19. јула. |
|       | др Кори Удовички (1961—)              | 22. јул 2003.     | 25. фебруар 2004.    |        | [ 1 ] |
|       | Радован Јелашић (1968—)               | 25. фебруар 2004. | 28. јул 2010.        |        | [ 1 ] |
|       | др Дејан Шошкић (1967—)               | 28. јул 2010.     | 6. август 2012.      |        | [ 1 ] [ 2 ] |
|       | Јоргованка Табаковић (1960—)          | 6. август 2012.   | још увек на функцији |        | [ 1 ] [ 3 ] [ 4 ] |